# Gäddträsk
Gäddträsk är en by belägen 24 km söder om Lycksele vid sjön Gäddträsket. Byn består av 30 hushåll, varav tre i den närbelägna byn Königslund, "Knöcksen" i folkmun.
Gäddträsks tidiga historia finns dokumenterad av Ossian Egerbladh i skriften 'Uppgifter om Gäddträsk by i Lycksele socken' från år 1961.
Byn har tre större sjöar som hänger ihop, Överträsket, Gäddträsket samt Ytterträsket. Ytterträsket mynnar ut i Gäddbäcken, som har sitt utlopp i Byssjan, Byssträsk. Inloppen till Gäddträsket är Bubäcken som mynnar ut i "Buvika", samt bäcken som kommer från Överträsket. 
Byn har badplats, bagarstuga, samlingsgård (Gäddträskgården), älgslakteri och flera skoterleder. Byn arrangerar varje år olika arrangemang för invånarna och utomstående. Det största evenemanget är byns skotercafé, som lockar hundratals besökare. Besökarna tar sig till byn med snöskoter och bil.
År 2008 byggdes en 74 meter hög mobilmast där Telia verkar som operatör. Byn har idag full 4G-täckning med Telia. Tidigt fanns en mast för bredband, WiMax, väster om byn. Denna har dock på senare tid fasats ut till förmån för annan infrastruktur. Istället för WiMax-tekniken har man nu dragit ett fibernät i byn som blev klart 2019. Internetkommunikationen till byn är fibernät från Tuggensele. 